# Riccardo Billi
Riccardo Billi (* 22. April 1906 in Siena; † 15. April 1982 in Rom) war ein italienischer Schauspieler auf der Bühne (oft mit Mario Riva) und in zahlreichen Filmen.

## Leben
Billi sammelte erste Bühnenerfahrungen seit 1926 als Conferencier und Imitator auf Avanspettacolo-Bühnen wie dem römischen „Casina delle Rose“. Erstmals in einem Ensemble spielte dann bis 1931 Jahren bei Lydia Johnson, bei der er einen großen Schritt nach vorne machte und seinen Humorstil fand, den er mit seinem toskanischen Dialekt würzte. Ein Engagement bei der „Compagnia Maresca“, wo er erstmals auf Wanda Osiris traf, folgte. In der Spielzeit 1937/1937 war er im Stück Dornröschen neben Pina Renzi und Vincenzo Scarpetta. Anschließend war er wieder für einige Monate für ein Avanspettacolo aktiv, als er am Trianon in Mailand neben Clely Fiamma mit ungestümen Clownerien für das Gelächter des Publikums sorgte. Nach Auftritten – nun bereits zu Kriegszeiten – in der revuenahen Aufführung Ore 9, lezione di musica folgten zwei Stücke, in denen er erneut mit Fiamma (und Renato Romigioli) auftrat: Comici in vacanza und Due colpi da pistola. Chi vuol esser lieto sia war das letzte von Billi zur Kriegszeit interpretierte Stück; er spielte neben Carlo Campanini und Aldo Fabrizi.
Nahtlos knüpfte Billi in der nun befreiten Stadt Rom an seine vorherigen Erfolge an: Un'ora di felicità traf die Stimmung der Zeit ebenso wie 1945 Roma città chiusa, in dem am „Teatro Adriano“ eine ganze Reihe bekannter Schauspieler ihre Kriegserlebnisse einfließen ließen und darstellten. Zu dieser Zeit begann Billi auch mit einer schließlich fünf Jahre lang ausgestrahlten Radiosendung, in denen er Stücke und Sketche mit seinem neuen künstlerischen Partner Mario Riva spielte. Auch am Theater wurde die Partnerschaft sofort ein Erfolg: Ihre Parodien auf Anna Magnani (Billi) und Roberto Rossellini (Riva), die Settecolli von Alfredo Polacci prägten, setzten neue Maßstäbe. Es folgten Arbeiten mit dem Autorenduo Garinei und Giovannini, die nach ihrem Radiostück La bisarca 1950 auf die Bühne brachten, an dem auch Ballerina Alba Arnova und Choreografin Gisa Geert beteiligt waren. Weitere erfolgreiche Titel waren Caccia al tesore (1953/1954) und La granduchessa e i camerieri zwei Jahre darauf. In ersterem spielten Billi und Riva 1953/1954 neben Gianni Agus und Lucy D’Albert, beim anderen mit Wanda Osiris. Die ebenfalls in dieser Zeit äußerst erfolgreichen Kunstfiguren Pecos-Billi und Old Man-Riva zeugten von nicht versiegendem Einfallsreichtum.
Die Spielzeit 1954/1955 war der Höhepunkt der Bühnenlaufbahn: in Siamo tutti dottori fanden Billi und Riva ein Stück, in dem sie ihre Zusammenarbeit perfektionierten und das Erfolg in bislang unerreichtem Ausmaß hatte. Mit der Sketchabfolge Gli italiani son fatti così geb es einen Nachfolger über den Wirtschaftsaufschwung Nachkriegsitaliens, der nicht ganz an den Vorgänger anknüpfen konnte. Ungewohnte kritisch wurde das nach langer Zeit wieder ohne Riva, dafür mit Mara Berni und Quartetto Cetra, aufgeführte Billi e pupe in der Saison 1957/1958. Mit Soppio rosa… al sex versuchten es beide neben Wanda Osiris noch einmal zusammen; der Niedergang der erfolgreichen Zusammenarbeit war aber nicht mehr aufzuhalten. Garinei und Giovannini besetzten Billi neben Walter Chiari und nicht neben Riva in ihrer großen musikalischen Komödie Un mandarino per Teo, das in der Spielzeit 1960/1961 erstmals gegeben wurde. Nach dem Tode seines ehemaligen Bühnenpartners Riva zog sich auch Billi von Theater- und Revueauftritten der bisherigen Form zurück und widmete sich allein Filmaufnahmen, Aufgaben beim Radio und zwischen 1968 und 1975 dem Kindertheater, für das er Märchen- und orientalische Stoffe auf die Bühne brachte.
Billi wurde als grundsympathischer und kommunikativer Charakter geschildert, der in seiner Filmkarriere nie die Gelegenheit erhielt, seine auf der Bühne erworbenen und erkennbaren großartigen Fähigkeiten angemessen einzusetzen. Zusammen mit Mario Riva hatte er bei lediglich zwei Arbeiten besseres Material vorgefunden: Luigi Zampa bot in Anni facili 1953 die Möglichkeit ebenso wie (noch deutlicher) Alberto Lattuada im ein Jahr darauf entstandenen Meine Lausejungs, die würdevolle und würdige Interpretationen von Menschlichkeit zuließen. Fast alle anderen Filme Billis sind demgegenüber billige Komödien oder enthielten nur Chargenrollen für ihn.
Der Produzent einiger italienischer Genrefilme der 1970er Jahre und Ehemann von Malisa Longo ist ein Namensvetter.

## Filmografie (Auswahl)
- 1938: L'ha fatto una signora
- 1940: Armut und Adel (Miseria e nobiltà)
- 1947: Die Abenteuer des Pinocchio (Le avventure di Pinocchio)
- 1950: Ich war eine Sünderin (Ho sognato il paradiso)
- 1950: Totò als Scheich (Totò sceicco)
- 1952: Der tolle Juxbaron (47 morto che parla)
- 1954: Meine Lausejungs (Scuola elementare)
- 1955: Ein Haus voller Unschuldslämmer (Accadde al penitenziario)
- 1956: Die schönsten Tage des Lebens (I giorni più belli)
- 1960: Das Geheimnis der roten Maske (Il terrore della maschera rossa)
- 1962: Die prächtigen Sieben (Le magnifiche sette)
- 1963: Der rosarote Panther (The Pink Panther)
- 1967: Unmoralisch lebt man besser (L'immorale)
- 1968: Das Mädchen, das nicht nein sagen konnte (Tenderly)
- 1970: Die Clowns (I clowns)
- 1972: Pinocchio (Le avventure di Pinocchio) (Fernseh-Miniserie)
- 1978: Ein Sack voller Flöhe (Primo amore)
- 1981: Die tolldreisten Streiche des Marchese del Grillo (Il marchese del Grillo)
- 1981: Das völlig irre Klassenzimmer (Pierino contro tutti)
- 1981: Zwei tote Hosen sahnen ab (Uno contro l'altro, praticamente amici)

Produktion
- 1975: Der Tiger vom Kwai (La tigre venuta dal fiume Kwai)